# Lijst van voetbalinterlands Kirgizië - Libanon
Deze lijst van voetbalinterlands is een overzicht van alle officiële voetbalwedstrijden tussen de nationale teams van Kirgizië en Libanon. De landen hebben tot op heden drie keer tegen elkaar gespeeld. De eerste ontmoeting, een groepswedstrijd tijdens de West-Azië Cup 2000, werd gespeeld in Amman (Jordanië) op 25 mei 2000. Het laatste duel, een vriendschappelijke wedstrijd, vond plaats op 6 oktober 2016 in Bisjkek.

## Wedstrijden
| № | Plaats    | Datum            | Competitie         | Wedstrijd          | Uitslag |
| - | --------- | ---------------- | ------------------ | ------------------ | ------- |
| 1 | Amman     | 25 mei 2000      | West-Azië Cup 2000 | Kirgizië − Libanon | 0 − 2   |
| 2 | New Delhi | 25 augustus 2009 | Vriendschappelijk  | Kirgizië − Libanon | 1 − 1   |
| 3 | Bisjkek   | 6 oktober 2016   | Vriendschappelijk  | Kirgizië − Libanon | 0 − 0   |

## Samenvatting
| Competitie        | Totaal gespeeld | Winst Kirgizië | Gelijk | Winst Libanon | Doelsaldo Kirgizië – Libanon |
| ----------------- | --------------- | -------------- | ------ | ------------- | ---------------------------- |
| West-Azië Cup     | 1               | 0              | 0      | 1             | 0 − 2                        |
| Vriendschappelijk | 2               | 0              | 2      | 0             | 1 − 1                        |
| Totaal            | 3               | 0              | 2      | 1             | 1 − 3                        |

KFU · 
A-internationals · 
Bondscoaches · 
Statistieken · 
Kirgizisch vrouwenelftal · 
Kirgizië U21 · 
Kirgizië U20 · 
Kirgizië U19 · 
Kirgizië U18 · 
Kirgizië U17
1990 – 1999 · 
2000 – 2009 · 
2010 – 2019 ·
2020 − 2029
1992 · 
1993 · 
1994 · 
1995 · 
1996 · 
1997 · 
1998 · 
1999 · 
2000 · 
2001 · 
2002 · 
2003 · 
2004 · 
2005 · 
2006 · 
2007 · 
2008 · 
2009 · 
2010 · 
2011 · 
2012 · 
2013 ·
2014 ·
2015 ·
2016 ·
2017 ·
2018 ·
2019 ·
2020 ·
2021 ·
2022 ·
2023 ·
2024
Afghanistan ·
Australië ·
Azerbeidzjan ·
Bahrein ·
Bangladesh ·
Cambodja ·
China ·
Estland ·
Filipijnen · 
India ·
Indonesië ·
Irak ·
Iran ·
Japan ·
Jemen ·
Jordanië ·
Kazachstan ·
Koeweit ·
Libanon ·
Macau ·
Malediven ·
Maleisië ·
Moldavië ·
Mongolië ·
Myanmar ·
Nepal ·
Noord-Korea ·
Oezbekistan ·
Oman ·
Pakistan ·
Palestina ·
Qatar ·
Rusland ·
Saoedi-Arabië ·
Singapore ·
Sri Lanka ·
Syrië ·
Tadzjikistan ·
Taiwan ·
Thailand ·
Turkmenistan ·
Verenigde Arabische Emiraten ·
Wit-Rusland ·
Zuid-Korea
FLFA · 
A-internationals · 
Libanees vrouwenelftal
1940 – 1949 · 
1950 – 1959 · 
1960 – 1969 · 
1970 – 1979 · 
1980 – 1989 · 
1990 – 1999 · 
2000 – 2009 · 
2010 – 2019 ·
2020 − 2029
Afghanistan ·
Algerije ·
Armenië ·
Australië ·
Bahrein ·
Bangladesh ·
Bhutan ·
Bulgarije ·
Cambodja ·
China ·
Cyprus ·
Djibouti ·
Ecuador ·
Egypte ·
Equatoriaal-Guinea ·
Estland ·
Filipijnen ·
Gabon ·
Georgië ·
Hongarije ·
Hongkong ·
India ·
Irak ·
Iran ·
Jemen ·
Jordanië ·
Kazachstan ·
Kirgizië ·
Koeweit ·
Laos ·
Libië ·
Malediven ·
Maleisië ·
Malta ·
Marokko ·
Mauritanië ·
Mongolië ·
Montenegro ·
Myanmar ·
Namibië ·
Nieuw-Zeeland ·
Noord-Korea ·
Noord-Macedonië ·
Oeganda ·
Oezbekistan ·
Oman ·
Oost-Timor ·
Pakistan ·
Palestina ·
Qatar ·
San Marino ·
Saoedi-Arabië ·
Singapore ·
Slowakije ·
Soedan ·
Somalië ·
Sri Lanka ·
Syrië ·
Tadzjikistan ·
Thailand ·
Tsjechië ·
Tunesië ·
Turkije ·
Turkmenistan ·
Vanuatu ·
Verenigde Arabische Emiraten ·
Vietnam ·
Zuid-Korea